# Susana Cora
Susana Cora de la Rosa (Ciudad de México, 24 de mayo de 1919-Guadalajara, 17 de agosto de 1988) fue una actriz de cine mexicana.
Apareció en dieciocho películas, principalmente durante la Época de Oro del cine mexicano, donde apareció en una mezcla de papeles principales y secundarios. 
Ella era la hija del general Luis Amezcua y se casó con Charles «Chick» Hill, el hermano de Virginia Hill, la última novia de Bugsy Siegel.
Después de que alejo del medio artístico vivió muchos años en el puerto de Acapulco.
Murió  a los 69 años en Guadalajara el 17 de agosto de 1988.

## Filmografía
- Hambre (1938)
- Una luz en mi camino (1939)
- Con los Dorados de Villa  (1939)
- Jesusita en Chihuahua (1939)
- El misterioso señor Marquina (1942)
- Cuando habla el corazón (1943)
- Sota, caballo y rey (1944)
- Cadetes de la naval (1945)
- Como yo te quería (1945)
- Un día con el diablo (1945)
- Cásate y verás (1946)
- El superhombre (1946)
- Me persigue una mujer (1947)
- Albur de amor (1947)
- Una aventura en la noche (1948)
- El embajador (1949)
- El barón del terror (1962)
- Una mujer honesta (1972)